# Jingle pub
 (avril 2020).
Si vous disposez d'ouvrages ou d'articles de référence ou si vous connaissez des sites web de qualité traitant du thème abordé ici, merci de compléter l'article en donnant les références utiles à sa vérifiabilité et en les liant à la section « Notes et références ».
Le jingle pub est une séquence vidéo qui dure seulement quelques secondes. Ce type de séquence issue du jingle (indicatif musical bref) est souvent utilisé pour annoncer une page de publicité entre deux programmes à la télévision. 

## Histoire dujinglepub en France
En 1959, apparaît sur la chaîne de la RTF (plus tard l'ORTF) le premier indicatif musical français : présenté sous la forme d'un atome, sur la Fanfare pour le carrousel royal de Jean-Baptiste Lully, il est utilisé pour annoncer le début ou la fin des programmes.
En 1968, le jingle pub de la RFP (régie française de la publicité) pour Antenne 2 (une pomme qui se transforme en fleur) est le premier « écran de pub » utilisé pour annoncer la page de publicité, se présentant sous la forme d'un petit dessin animé.

## Structure générale
Un jingle pub est généralement composé du nom de la chaîne et souvent du mot « pub » ou « publicité », sur une image ou une vidéo (voir ci-dessous), et parfois d'un jingle musical reconnaissable. Il ne dure que quelques secondes et annonce la page de publicité ou la reprise d'un programme.

## Forme visuelle
Les premiers jingles se présentaient d'abord sous la forme d'une affiche montrée pendant quelques secondes, puis de (très) courts dessins animés. Puis de « vrais » événements ont été utilisés, même si les dessins sont les plus utilisés, aujourd'hui remplacés par la 3D.

### Représentation
La représentation du jingle pub peut varier selon :
- les événements du moment (les jingle de France 2, 3, 4 et 5 prennent les couleurs de noël lors des fêtes de fin d'année) ;
- des programmes à venir (sur W9, le logo de la chaîne qui apparaît lors du jingle devient jaune pour annoncer Les Simpson, ou prend la forme d'une pièce à conviction entourée d'instruments de la police scientifique pour Enquêtes criminelles : le magazine des faits divers) ;
- le lieu géographique, s'il s'agit d'une chaîne régionale ;
- il peut aussi n’avoir aucun rapport avec le programme en cours (jingle pub actuel de TFX et TMC) ;
- ils peuvent être utilisés pour un usage unique, comme les jingles qui souhaitent une bonne année.

### Exemples actuel dejinglepubs
- Sur TF1, les jingle pubs sont des clips montrant divers paysages, avec le mot « pub » écrit en transparent.
- Sur France 2, les jingle pubs sont des clips où les animateurs touchent l'écran.
- Sur TF1 Séries Films, les jingle pubs sont issus d'ellipses dans divers décors.